# Trivor
El Trivor és una muntanya de l'Hispar Muztagh, una serralada secundària del gran massís del Karakoram, al Pakistan. Amb els seus 7.577 metres és la 39a muntanya més alta de la Terra.
El cim va ser escalat per primera vegada el 17 d'agost de 1960 per Wilfrid Noyce i Jack Sadler, membres d'una expedició britànica-estatunidinca. La següent ascensió va tenir lloc el 1991 per una cordada japonesa.